# Heinz Kahn
Heinz Gustav Kahn (* 13. April 1922 in Hermeskeil; † 9. Februar 2014 in Polch) war ein deutscher Tierarzt, Überlebender der nationalsozialistischen Judenverfolgung und Vorsitzender der Jüdischen Gemeinde Koblenz.

## Leben
Heinz Kahn war der Sohn des Tierarztes Dr. Moritz Kahn aus Hermeskeil, der im Ersten Weltkrieg Soldat war, verwundet wurde und zahlreiche Auszeichnungen und Orden erhalten hatte, und dessen Ehefrau Elise „Babette“, geb. Gamiel. Im Jahr 1932 kam er auf die Höhere Schule, wo er 1934 im Alter von 12 Jahren als Jude in seiner Klasse in der letzten Reihe sitzen musste. Seine Schularbeiten wurden zu diesem Zeitpunkt nicht mehr korrigiert. Aufgrund der Nürnberger Rassengesetze von September 1935 entzog man seinem Vater Ende 1935 die Approbation als Tierarzt. 1936 musste Heinz Kahn wegen seiner jüdischen Abstammung die Schule verlassen, damit sie „judenrein“ sei. Ab 1937 machte er zunächst eine kaufmännische Ausbildung und im Anschluss daran eine Schlosserlehre in einer jüdischen Schlosserwerkstatt in Frankfurt am Main. Dort lernte man ihn in einer Telefonbaugruppe an, wo er bis zu den Novemberpogromen 1938 blieb, als er nur knapp einer Verhaftung entgehen konnte. Er kam dann zur Zwangsarbeit in die sogenannte „Judenkolonne“ in Köln und Trier, wo ihn sein Meister zur weiteren Beschäftigung nach Ückingen in Lothringen schickte. Während seines Pendelns zur 65 km entfernten Arbeitsstätte konnte er sich durch Zeitungslektüre auf dem Laufenden halten und sich gelegentlich auch mit Nahrungsmitteln versorgen.

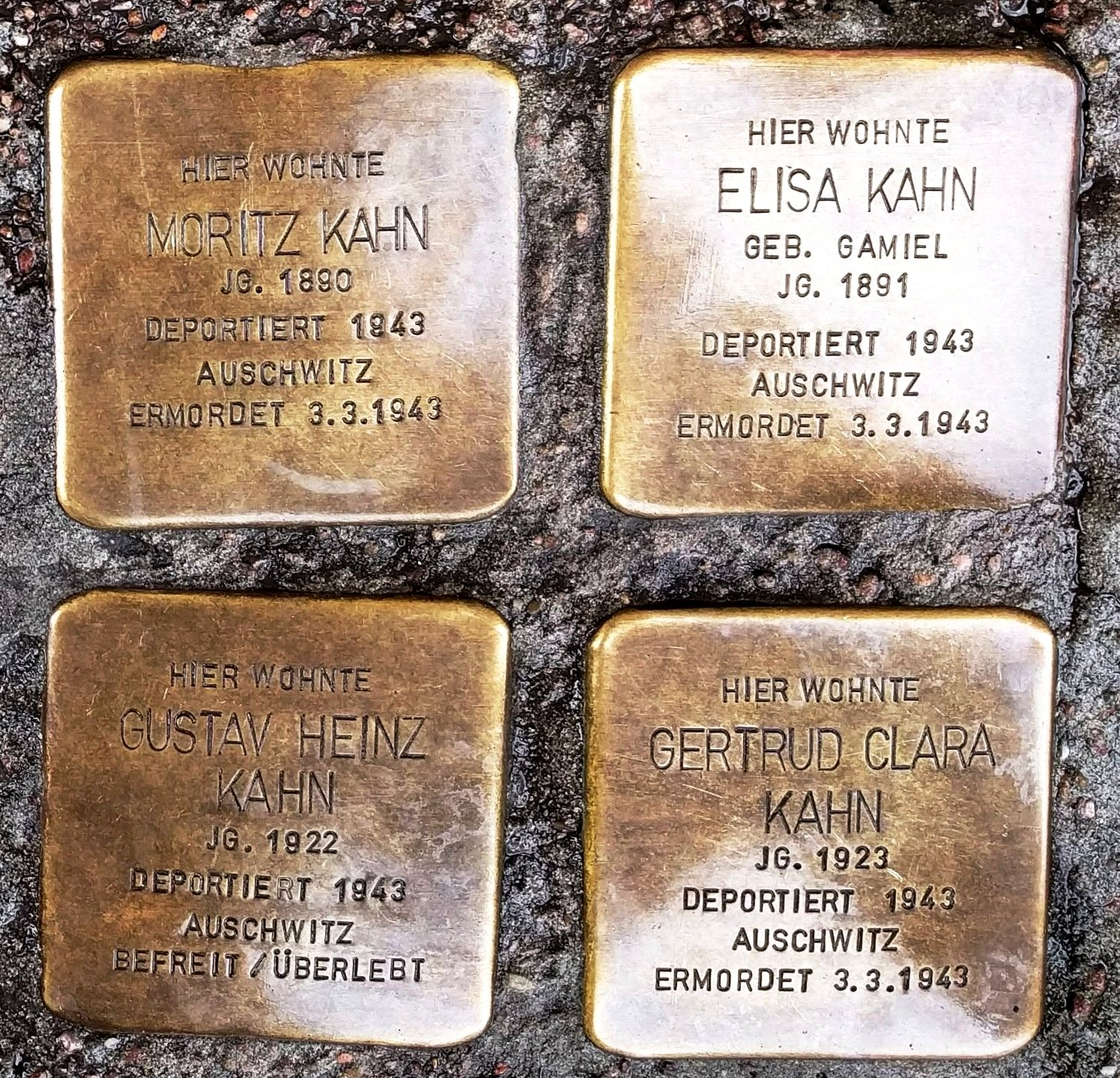
Stolpersteine Moritz, Elisa, Gustav und Gertrud Kahn in Trier in der Saarstraße 19

Im Februar 1943 wurden er, seine jüngere Schwester und seine Eltern von der Gestapo verhaftet. Er und die Schwester wurden zunächst zu einer Sammelstelle in das Bischof-Korum-Haus in Trier gebracht, wohin man auch später die Eltern brachte. Am nächsten Morgen bestiegen sie am Güterbahnhof den Güterwagen eines Zuges gemeinsam mit weiteren 50–60 Mitgefangenen, die über Dortmund in das KZ Auschwitz-Birkenau deportiert wurden. Als sie am 3. März 1943 an der Todesrampe von Auschwitz aussteigen mussten, sah Heinz Kahn seine Schwester „Trude“ und seine Eltern zum letzten Mal. „Sie kamen sofort in die Gaskammer“, berichtete Kahn später als 82-Jähriger; ebenso, dass ihm der Vater bei der Selektion der etwa 3000 Deportierten noch sagte: „Du kommst zur Arbeit. Du musst überleben!“
Heinz Kahn wurde nach der Trennung der Eltern mit einem Lastwagen in das benachbarte KZ Auschwitz-Monowitz (Lager Buna) verbracht. Noch in der gleichen Nacht „ging es dann rasiert, gebadet und desinfiziert bei minus 15 Grad nackt zum Abtrocknen auf den Appellplatz,“ so Kahn. Er wurde in Block 7 gebracht, der kurz zuvor durch Vergasung von 250 Häftlingen „geräumt“ worden war. Am darauf folgenden Morgen tätowierte ihm ein rumänischer Mithäftling die Häftlingsnummer 105110 auf den linken Unterarm. In Auschwitz hatte Kahn relativ viel Glück, weil er zum „Stubendienst“ eingeteilt wurde und sich nach einer Verletzung am Daumen im Krankenbau melden musste. Dort konnte er bereits nach kurzer Zeit bei der Behandlung Kranker helfen und wurde als Pfleger angestellt. Er knüpfte auch Kontakte zum kommunistischen Widerstand und half zusätzlich in der Schreibstube, wo er Mitgefangenen dadurch helfen konnte, indem er die Häftlingsnummern von zur Selektion anstehenden Mithäftlingen mit denen bereits Toter tauschte.
Kahn überlebte das Konzentrationslager fast zwei Jahre. Kurz vor der Befreiung von Auschwitz am 27. Januar 1945 durch die Rote Armee wurde er von SS-Truppen „zur besonderen Verwendung“ mit anderen Häftlingen des Krankenbaus in einem Güterwaggon in das KZ Buchenwald verlegt. Hier musste Kahn Häftlinge pflegen, Leichen für den Lagerarzt sezieren und Tote aufeinander stapeln, da den Nazis die zum Verbrennen der Leichen notwendige Kohle ausgegangen war.
Als 23-Jähriger kehrte er nach Trier zurück, wo er noch im Jahr 1945 die Wiedergründung der Jüdischen Kultusgemeinde Trier initiieren konnte, deren 1. Vorsitzender er schließlich wurde. Nachdem er sein Abitur nachgeholt hatte, begann er an der Humboldt-Universität in Berlin ein Studium der Veterinärmedizin, worauf er 1953 mit der Schrift Beitrag zur Darmtuberkulose des Schweines promoviert wurde. Im Jahr 1954 zog er gemeinsam mit seiner Frau Inge Kahn, die er 1950 geheiratet hatte, nach Polch, wo er eine Tierarztpraxis eröffnete.
Heinz Kahn war ab 1987 Vorsitzender der Jüdischen Kultusgemeinde Koblenz. Aus dieser Funktion heraus war er auch Mitglied der Koblenzer LIGA (Arbeitsgemeinschaft der freien Wohlfahrtsverbände), wo er dem Runden Tisch des Stadtteils Koblenz-Goldgrube angehörte. Heinz und Inge Kahn engagierten sich auch im Rat der Überlebenden des Fritz Bauer Instituts (Frankfurt). Für seine Verdienste wurde Heinz Kahn im Jahr 2005 mit dem  Verdienstkreuz 1. Klasse des Verdienstordens der Bundesrepublik Deutschland  ausgezeichnet.
Seine letzte Ruhestätte befindet sich auf dem Friedhof der Jüdischen Kultusgemeinde Koblenz.

## Auszeichnungen
- 2005: Verdienstkreuz 1. Klasse des Verdienstordens der Bundesrepublik Deutschland[1][4]
- 2007: Pater-Eisenkopf-Preis der Christlich-Jüdischen Gesellschaft für Brüderlichkeit Koblenz[10]
- 2007: Auszeichnung zum Ehrenbürger von Polch am 27. Januar 2007, u. a. wegen seiner Verdienste als langjähriger Vorsitzender der Jüdischen Kultusgemeinde Koblenz.[11][12]

## Publikation
- Beitrag zur Darmtuberkulose des Schweines, Hochschulschrift, Gießen: Münchowsche Universitätsdruckerei 1953. OCLC 67821421

## Familie
Heinz Kahns jüngere Schwester war Gertrud Klara Kahn, die am 3. August 1923 in Hermeskeil geboren wurde und nach ihrer Deportation im Jahre 1943 in Auschwitz im Alter von 20 Jahren starb. Heinz Kahn war seit 1950 mit Inge, geb. Hein (* 1927 in Cochem) aus Cochem verheiratet. Inge Hein wurde als 14-Jährige gemeinsam mit ihren Eltern Ludwig und Sophia Hein aus Cochem am 27. Juli 1942 in das KZ Theresienstadt verschleppt, das sie jedoch überlebten und so nach ihrer Befreiung am 27. Juli 1945 nach Cochem zurückkehren konnten. Inges Schwester Ruth Hein (* 1925) konnte noch am 9. Dezember 1939 mit einem der letzten Schiffe nach Palästina flüchten. Das Ehepaar Inge und Heinz Kahn feierte im Jahr 2000 die Goldene Hochzeit.